# Laborant

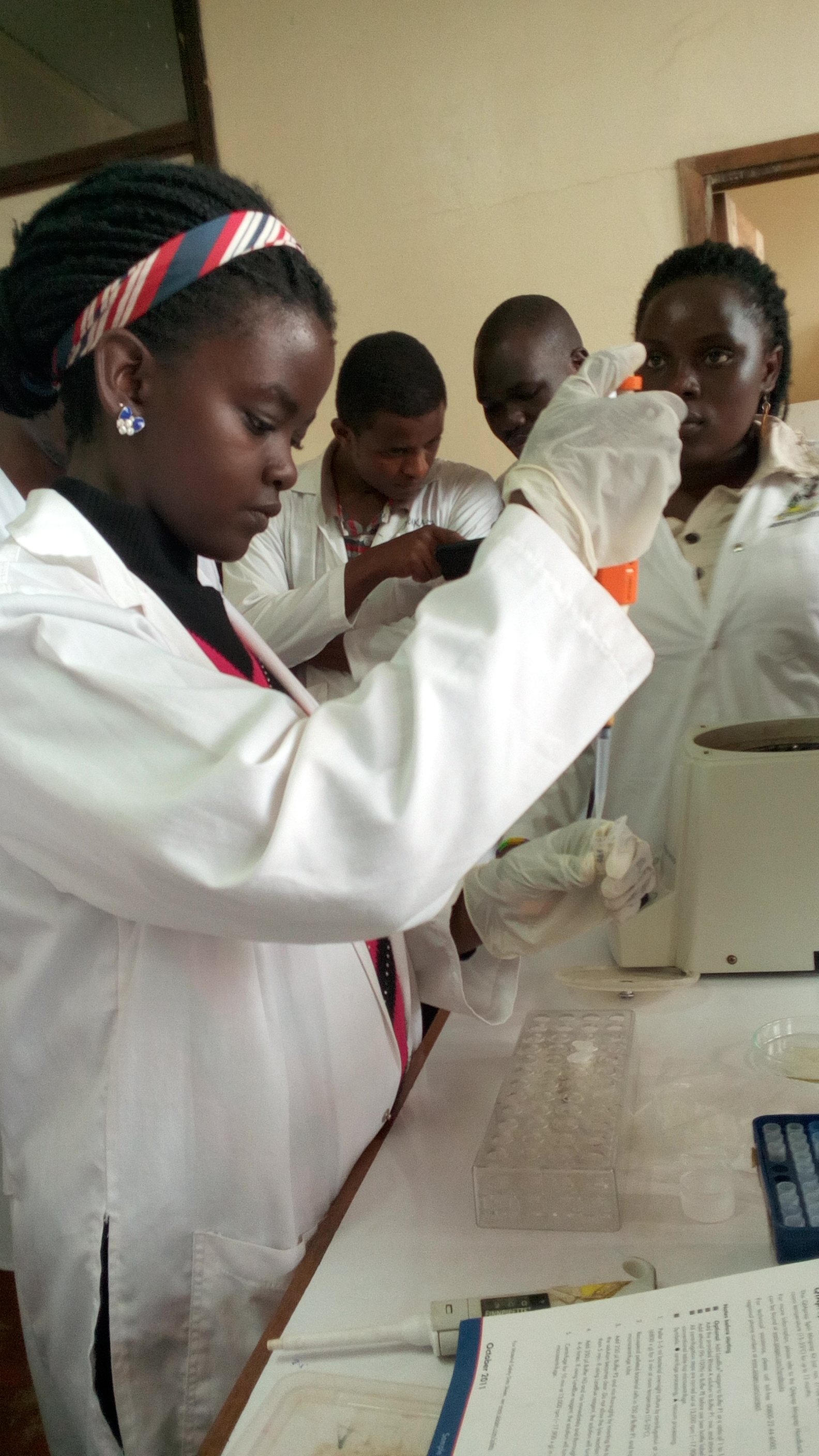
Laborant

Un laborant este o persoană cu pregătire medie, specializată în experiențe și lucrări de laborator.

## Clasificarea laboranților în funcție de activitate
- Laborant biolog: se ocupă cu observarea, supravegherea și evaluarea procedurilor experimentale, precum și a unor activități precum studiile asupra animalelor, plantelor și microorganismelor. Ei lucrează în principal în laboratoarele de cercetare medicală și în îngrijirea sănătății publice, iar în sectorul privat în companiile producătoare de farmaceutice și de cosmetice, precum și în anumite zone ale producției alimentare.
- Laborant chimist: se ocupă în principal de efectuarea analizelor chimice și, ocazional, de prepararea substanțelor și lucrează în domeniile analizei calitative și analizei cantitative.
- Laborant foto: responsabil pentru realizarea, prelucrarea și optimizarea materialului fotografic și / sau digital.
- Laborant geolog
- Laborant în domeniul vopselurilor: responsabil pentru dezvoltarea, optimizarea, fabricarea, testarea și aplicarea lacurilor și a vopselurilor.
- Laborant în domeniul agro-alimentar
- Laborant medical: îi sprijină preponderent pe asistenții tehnico-farmaceutici și pe asistenții medicali în activitățile rutiniere de diagnosticare. El realizează teste clinico-chimice, hematologice, microbiologice și histologice de laborator pentru fluidele corporale, produsele de excreție și țesuturi. De exemplu, se ocupă cu realizarea de hemograme, efectuează teste de coagulare sau analize de urină și lucrează la determinarea grupei sanguine sau în pregătirea tehnică de investigație histologică. Laboranții medicali lucrează în principal în laboratoarele din spitale, în cabinetele medicale particulare sau în laboratoarele medicale specializate. În Elveția, laborantul medical este numit analist biomedical.[1]
- Laborant în domeniul lactatelor: verifică laptele și produsele lactate pentru a detecta bacterii și, în general, substanțe străine.[2]
- Laborant fizician: realizează aplicații tehnice de testare, măsurare și cercetare în laborator. Lucrează, de asemenea, în companiile private în testarea capacității produselor tehnice destinate comercializării.
- Laborant în domeniul textil: lucrează în laboratoarele din industria textilă în domeniile tehnologiei textilelor, finisării textilelor și chimiei textilelor.
- Laborant în domeniul apei potabile: controlează și monitorizează calitatea apei și concentrația reziduurilor și este responsabil pentru monitorizarea conformității cu valorile-limită și recomandarea măsurilor ce urmează a fi luate.